# Карелијска превлака
Карелијска превлака (рус. Карельский перешеек, фин. Karjalankannas) представља узак појас земљишта стешњен између Финског залива Балтичког мора на југозападу и Ладошког језера на истоку. За јужну границу превлаке узима се река Нева, док западна граница иде линијом од града Виборга до границе између Лењинградске области и Републике Карелије. Од севера ка југу пружа се дужином од 150 до 180 километара, док је у смеру запад-исток ширина од 55 до 110 километара. Укупна површина превлаке је око 15.000 км², а административн је подељена између Лењинградске области и федералног града Санкт Петербурга (на северозападу европског дела Руске Федерације).
Карелијска превлака смештена је на самој додирној тачки између Балтичког штита са једне и велике Источноевропске низије са друге стране, а приближна линија раздвајања ове две тектонске масе је на потезу између Приморска и Приозерска. Управо је то један од разлога велике хетерогености геолошке структуре саме превлаке, те богатства различитих облика рељефа. Савремени рељеф превлаке настао је као последица интензивне глацијације током последња четири ледена доба (најочитији доказ глацијације су бројни ескери и камови на површини). Рељефом доминирају бројна узвишења између којих се налазе ујезерене депресије. На подручју превлаке налази се преко 700 глацијалних језера укупне површине око 710 км². Највећи број језера налази се уз реку Вуоксу (отока језера Сајма) која отиче ка Ладоги, док је број река и језера који се налазе у директном сливу Финског залива знатно мањи. Већина језера је оријентисана у смеру северозапад-југоистоку и налазе се у депресијама које су постојале још и пре последњег леденог доба. Језера на превлаци се одликују углавном високим и стрмим обалама, великим дубинама, и углавном су овалног или округлог облика. Највиша тачка на превлаци је моренско узвишење Кивисјура на Лемболовском побрђу, и лежи на надморској висини од 203,7 метара.
Око 11.700 км² површина на Карелијској превлаци обрасло је густим шумама, док на мочварна тла отпада око 5,5% територије. Доминирају борове шуме (укупно 51% свих шума), затим шуме смреке и брезе. Клима је умереноконтинентална са дугим и снежним зимама које трају од новембра до средине априла, и умерено топлим и понекад прохладним летима. Зимске температуре неретко се спуштају и до -40 °. Просечна годишња сума падавина креће се између 650 и 800 милиметара.
Према подацима са пописа становништва из 2002. на подручју превлаке је живело око 540.000 становника. Најважнији градски центри поред Санкт Петербурга су још и Виборг, Приозерск, Каменогорск и Приморск.